# Народна библиотека Доситеј Обрадовић у Старој Пазови
Народна библиотека Доситеј Обрадовић је библиотека која се налази у Старој Пазови, по типу и функцијама је јавна.
Библиотека располаже фондом од близу 180.000 јединица. У састав Библиотеке улазе њени огранци и то у Новој Пазови, Голубинцима, Старим Бановцима, Новим Бановцима, Белегишу, Војки и Сурдуку.
Библиотека има преко 4500 уписаних чланова.

## Историјат
Идеја да се оформи читаоница у Старој Пазови се јавила давне 1878. године. Новооснована Читаоница је располагала скромним фондом од стотинак књига. Први председник Читаонице био је Владимир Хурбан, свештеник словачке евангелистичке цркве.
Почетком 20. века у Старој Пазови почиње да ради Читаоница Срба занатлија, која је основана 11. априла 1904. године. Словачка читаоница, која је била смештена у парохијском дому евангелистичке цркве, основана је већ следеће, 1905. године.

## Огранци старопазовачке библиотеке
Народна библиотека Доситеј Обрадовић у Старој Пазови, са својим огранцима, чини јединствен мрежни систем библиотека.
- Огранак Петар Петровић Његош, који се налази у Новој Пазови, броји преко 45000 књига и преко 1500 уписаних корисника. Налази се на две локације, тј. одељење за одрасле налази се у Кнеза Михаила 17, а одељење за децу у Цара Душана 1.
- Огранак Дамјан Прерадовић налази се у Голубинцима, и броји преко 13500 књига и око 300 уписаних чланова.
- Огранак Димитрије Руварац у Старим Бановацима, налази се на адреси Грчка 41. Располаже са преко 9200 књига и уписује око 350 чланова годишње.
- Огранак Милош Црњански налази се у Новим Бановцима. Броји преко 8200 књига и 450 чланова годишње.
- Огранак Душан Ј. Поповић се налази у Белегишу. Овај огранак има преко 5700 наслова и преко 250 читалаца.
- Огранак Владислав Чико се налази у Војки. Библиотека располаже фондом који броји преко 6500 књига и преко 450 читалаца.
- Огранак Мирослав Антић се налази у Сурдуку. Библиотека располаже фондом од преко 4500 књига и 150 читалаца.